# واندرلی ده لیما
واندرلی ده لیما (پرتغالی: Vanderlei de Lima؛ زادهٔ ۱۱ اوت ۱۹۶۹) یک دونده دو استقامت اهل برزیل است. از افتخارات وی میتوان به کسب مدال دو ماراتن در بازی‌های المپیک تابستانی ۲۰۰۴ اشاره کرد.